# Martin Rade
Paul Martin Rade (* 4. April 1857 in Rennersdorf; † 9. April 1940 in Frankfurt am Main) war ein evangelischer Theologe und linksliberaler Politiker (NSV, FSV, FVP, DDP).

## Leben und Wirken
Martin Rade besuchte die Gymnasien in Bautzen und Zittau und studierte an der Universität Leipzig Evangelische Theologie. Nach einer Hauslehreranstellung wurde er Pfarrer in Schönbach in der Oberlausitz und 1892 bis 1899 in Frankfurt am Main an der Paulskirche.
1899 erhielt Rade eine Professur für Evangelische Theologie an der Universität Marburg. 
Bei der Reichstagswahl 1912 sollte er als gemeinsamer Kandidat der Liberalen für den Wahlkreis Gießen-Grünberg-Nidda antreten, doch seine von der Fortschrittlichen Volkspartei vorgeschlagene Kandidatur wurde von den Nationalliberalen abgelehnt. Von 1919 bis 1921 gehörte er als Abgeordneter der Deutschen Demokratischen Partei der Verfassunggebenden Preußischen Landesversammlung an.
Rade hatte als Hochschullehrer und Publizist eine große Wirkung auf die zeitgenössische Theologie. Er gilt als ein Hauptvertreter des Kulturprotestantismus.
1886/87 gab Rade in Leipzig bei dem Verleger Friedrich Wilhelm Grunow den ersten Jahrgang der von ihm gegründeten Zeitschrift Evangelisch-lutherisches Gemeindeblatt für die gebildeten Glieder der evangelischen Kirchen heraus. Mitherausgeber und Mitarbeiter waren weitere Schüler und Anhänger des Göttinger Theologen Albrecht Ritschl. Seit dem Folgejahr 1888/89 erschien die Zeitschrift unter dem Namen Die Christliche Welt.
Die Christliche Welt erschien in 55 Jahrgängen bis zur kriegsbedingten Einstellung im Mai 1941, zuletzt herausgegeben von Hermann Mulert. Seit 1922 wurde sie in Leipzig bei dem Gothaer Verleger Leopold Klotz (1878–1956) verlegt, der die Zeitschrift ein Jahr zuvor von Rade übernommen hatte.
Martin Rade war seit 1889 mit Dora Naumann (1868–1945), einer Schwester des linksliberalen Parteiführers Friedrich Naumann, verheiratet. Sein Sohn Gottfried (1891–1987) wurde ebenfalls Theologe, war dann aber hauptamtlich für die DDP in den Wahlkreisen Hessen-Nassau und Dresden tätig und emigrierte 1933 in die Schweiz, wo er lange Jahre als Pfarrer amtierte.

## Werke
- Der rechte evangelische Glaube. Ein Wort zum jüngsten Apostostolikumsstreit. In: Hefte zur Christlichen Welt, Nr. 1, Leipzig 1892.
- Die Leitsätze der ersten und der zweiten Auflage von Schleiermachers Glaubenslehre nebeneinandergestellt. Mohr, Tübingen 1904.
- Unsere Pflicht zur Politik. Marburg 1913.[3]
- Glaubenslehre. Klotz, Gotha 1924–1927.
  - Band 1 [Buch 1]: Gott. Klotz, Gotha 1924.
  - Band 1 / Buch 2: Christus. Klotz, Gotha 1926.
  - Band 2 / Buch 3: Vom Geist. Klotz, Gotha 1927.
- Ausgewählte Schriften. 3 Bände. Hrsg. von Christoph Schwöbel, Gütersloher Verlagshaus, Gütersloh 1983–1988:
  - Band 1: Wirklichkeit und Wahrheit der Religion, 1983;
  - Band 2: Religion, Moral und Politik, 1986;
  - Band 3: Recht und Glaube, 1988.

Briefe

- Johanna Jantsch (Hrsg.): Der Briefwechsel zwischen Adolf von Harnack und Martin Rade. Theologie auf dem öffentlichen Markt. de Gruyter, Berlin / New York 1996, ISBN 3-110-15190-1.
- Christoph Schwöbel (Hrsg.): Karl Barth – Martin Rade. Ein Briefwechsel, Mit einer Einleitung. Gütersloh 1981.